# 큰악절
큰악절이란 음악 이론에서 마디 수로 곡을 나누는 것으로 작은악절 두 개를 붙인 8마디를 큰악절이라고 한다. 주제에 못갖춘마디가 포함되어 있을 경우 못갖춘마디를 포함한 8마디를 큰악절로 한다. 큰악절을 반으로 나눈 4마디를 작은악절이라고 한다. 악곡의 형식을 알파벳으로 나타낼 때 첫 번째 큰악절은 대문자 A로 표기한다. 2017 개정 교육 과정을 기준으로 중학교 1학년 음악 교과서에 수록되어있다.